# Villebon-sur-Yvette
Villebon-sur-Yvette település Franciaországban, Essonne megyében. Lakosainak száma 10 353 fő (2022. január 1.). Villebon-sur-Yvette Palaiseau, Champlan, Orsay, Saulx-les-Chartreux, Villejust és Les Ulis községekkel határos.

## Népesség
A település népessége az elmúlt években az alábbi módon változott:
| Lakosok száma | 10 344 | 10 455 | 10 645 | 10 489 | 10 546 | 10 466 | 10 406 | 10 322 | 10 353 |
|               | 2013   | 2015   | 2016   | 2017   | 2018   | 2019   | 2020   | 2021   | 2022   |